# Терновое (Липецкая область)
Терно́вое — село Частодубравского сельсовета Липецкого района Липецкой области.
Статья из сборника "Усадьбы Липецкого края". Липецк. 2015 г.

## История
Известно с XVIII в., отмечается в документах 1782 г.
В юго-западной части Липецкого уезда государственные крестьяне, именовавшиеся до 1840-х годов однодворцами, исстари составляли подавляющее большинство населения. Единственными крупными помещиками в этих местах были дворяне Жадовские. Они владели деревней Терновкой, возникшей во второй половине XVIII века на берегу ручья, впадавшего в речку Репец. В 1795 году детям покойного поручика Петра Григорьевича Жадовского, поручику Александру, прапорщику Ивану и вдове Настасье Алексеевне принадлежало более 200 крепостных душ. За ними же на Рязанщине в Спасском уезде значилось имение в селе Федотьево. В числе других помещиков рязанского селения были и дворяне Перемежко-Галичи. Поэтому не удивительно, что девица из дворян Александра Петровна Жадовская, выделившая в 1837 году средства на постройку Богоявленской церкви села Частая Дубрава, решив сбыть с рук имение в Липецком уезде, продала его знакомому человеку, отставному майору и кавалеру Александру Ефимовичу Перемежко-Галичу. Перешли к новому владельцу и все «жадовские» крепостные крестьяне и дворовые – Зиновьевы, Каврегины, Карповы, Кобызевы, Лупицыны, Луневы, Ратновы (Ратмоновы), Третьяковы, Шершневы, Ульяновы и др.
Откуда же корни дворян, имевших такую необычную для здешней округи фамилию? Оказалось, что Ефим Перемежко-Галич родом был из Черниговской губернии. В конце XVIII - начале XIX века он владел душами и землями в селе Нехаевка Сосницкого уезда. Сыновья его Александр и Павел приобрели впоследствии имение в селе Федотьево Спасского уезда Рязанской губернии. Братья избрали военную карьеру и, надо сказать, преуспели в ней. Павел Ефимович в службу вступил в 1814 году, сражался с турками, брал крепости Браилов, Андрос, при взятии г. Сливно за проявленную храбрость награжден орденом Св. Анны 3-й степени, в отставку вышел в 1849 году в звании подполковника. Александр Ефимович в службу вступил в ноябре 1820 года, в декабре 1823 года ему пожаловали чин прапорщика, в июне 1826 года – чин подпоручика, в январе 1829 года – чин поручика, в апреле 1834 года – чин штабс-капитана, в ноябре 1839 года – чин капитана. 5 марта 1841 года он вышел в отставку в звании майора. 26 июля 1828 года Александр Ефимович получил орден Св. Анны 4-й степени с надписью «за храбрость в Турецкую войну 1828 и 1829 годов».
Связав свою жизнь после службы с липецким краем (с 1842 года), отставной майор в январе 1843 года подает прошение о причислении его к дворянству Тамбовского губернии. И дворянское депутатское собрание «на основании законных положений» вносит его в «родословную Тамбовской губернии книгу в третью ея часть в число осмикласнаго дворянства».
Прошло время, и новоиспеченный тамбовский дворянин связался узами брака с Марией Филипповной Прибытковой, дочерью предводителя липецкого уездного дворянства Филиппа Михайловича Прибыткова (1837-1845 гг.). 17 июня 1849 года у дворянской четы родился сын Сергей. Крестили первенца «помещик подполковник Павел Ефимов Перемешко-Галич и жена помещика того же Липецкаго уезда села Ямани, Богородицкого тож, подпоручика Филипа Прибыткова Александра Алексеева»
В 1860 году, непосредственно перед крестьянской реформой, у отставного майора в сельце Терновом насчитывалось 152 души крепостных и 36 душ дворовых крестьян, проживавших в 28 дворах. На оброк он своих людей не отпускал, все они относились к разряду «издельных», т. е. трудились на барщине.
Курортный Липецк в XIX веке был привлекательным местом для жизни, многие здешние дворяне имели в нем дома и особняки. Присмотрел себе жилье в уездном центре и Александр Ефимович. 22 мая 1861 года жена липецкого почтмейстера коллежская асессорша Екатерина Никитична Жуковская продала ему за 300 рублей серебром «в вечное и потомственное владение крепостныя… благоприобретенныя четыре усадебных места с выстроенным на них деревянным на каменном фундаменте домом и с семи надворными постройками и плодовитым садом, состоящия в городе Липецке в 1 части в 30 квартале под №№ 8, 9, 18 и 19»
Усадебные места, «мерою… в ширину тридцать восемь, а в длину семьдесят сажень» располагались на Дворянской улице напротив Верхнего парка и долгое время принадлежали отставному морскому офицеру Михаилу Яковлевичу Головнину и его жене Марье Ильиничне, близким знакомым семьи Петра Ивановича Бартенева. В своих воспоминаниях наш прославленный историк и пушкинист писал, что, потеряв в одну неделю сына и дочь, пораженные горем Головнины «не замедлили покинуть свой дом на Дворянской улице и переселились в Рязань, где оканчивал свое учение в тамошней гимназии сын их Иван». Cделка Марьи Ильиничны Головниной с почтмейстершей состоялась в Липецком уездном суде 31 августа 1860 года. Сама же Марья Ильинична купила означенные усадебные места 16 июня 1831 года у отставного майора Александра Григорьевича Вельяминова, а тот, в свою очередь, приобрел их в ноябре 1816 года у майорши Авдотьи Васильевны Вельяминовой.
В июне 1863 года у Перемежко-Галичей родился второй сын Александр. И его крестным отцом стал старший брат родителя, «Спасского уезда села Федотьева подполковник Павел Ефимов Галич», а крестной матерью – сестра матери Людмила Филипповна Прибыткова7. У потомственных дворян родились и дочери: Варвара, Мария в 1861 году, Феодосия в 1865 году.
В июле 1868 года, во время очередной беременности Марии Филипповны, в имении Терновое приключилась целая детективная история, которую мы никак не можем обойти вниманием. 22 июля Александр Ефимович Перемежко-Галич прибыл в Липецк, чтобы в полицейском участке заявить о хищении у него разных процентных бумаг на сумму около 39 тысяч рублей. Бумаги лежали в кабинете, в ящике письменного стола и вор добрался до них с помощью поддельного ключа. Усилия Липецкой полиции не принесли результатов, но спустя 3 месяца подозрения пали на племянницу Александра Ефимовича. Под тяжестью улик жена штабс-капитана Вера Павловна Дмитриева (р. в 1840 г.) призналась в воровстве, но потом изменила свои показания и обвинила в содеянном близкого друга Перемежко-Галича полковника Николая Никитича Кострубо-Карицкого, бывшего рязанского губернского воинского начальника. Отец его отставной капитан Никита Корнеевич Кострубо-Карицкий (род. в 1787 г.) в начале 1840-х годов служил капитаном-исправником (земским исправником) Липецкого уезда. Процесс этот получил широкую огласку. В Рязанском окружном суде полковника защищал знаменитый адвокат Ф. Н. Плевако, а племянницу – не менее известный защитник, князь А. И. Урусов. В итоге все подсудимые по делу были оправданы.
13 декабря 1868 года, в разгар следствия у Перемежко-Галичей появился на свет третий сын, Владимир. Восприемниками младенца были родной старший брат Сергей и «помещица Александра Александрова».
Видимо, судебный процесс повлиял на ранний уход из жизни Марии Филипповны – в 1870 году ее не стало. Cмерть супруги и судебное разбирательство (дело слушалось в январе 1871 года) не могли не сказаться и на здоровье Александра Ефимовича. В феврале 1877 года, предчувствуя близкий конец, отставной офицер написал духовное завещание. Сыновьям Александру и Владимиру до их совершеннолетия он положил в банк по 15000 тысяч рублей. Воспитывать и содержать сыновей как до поступления в учебные заведения, так и после их окончания должно было «на доходы со всего имения при сельце Терновом». Душеприказчиками завещания являлись майор Георгий Филиппович Прибытков и губернский секретарь Петр Борисович Бланк.
По всей видимости, Александр Ефимович скончался через год с небольшим после составления духовного завещания. Имение его было принято в опеку 30 марта 1878 года. Из недвижимого имения (всего 1186 десятин) Александру досталось «в полную собственность пятьсот десятин земли без построек, в каковом числе лесу дровяного 68 десятин».
Усадебные места в Липецке был по-прежнему во владении дворянской семьи. По документам уездной земской управы 1876 года по Дворянской улице в 30 квартале между домами титулярной советницы Клавдии Алексеевной Поповой и подпоручицы Агнии Александровны Аничковой стояли «… два флигеля со службами майора Александра Ефимовича Галича, оценкой в 2300 рублей».
По достижении 17-летнего возраста Александра исключили из ведения Липецкой Дворянской Опеки, попечителем к нему в ноябре 1880 года назначили старшего брата коллежского регистратора Сергея Александровича. Но юноша повел «расточительный образ жизни». Занятые в начале следующего года несовершеннолетним Перемежко-Галичем у штабс-капитана Сергея Петровича Емельянова 29000 тысяч рублей пришлось отдавать «из доходов имения».
В 1882 году попечителем Александра определили коллежского секретаря Вениамина Петровича Трунцевского, имение которого лежало в нескольких верстах к юго-востоку от села Грязи. В 1884 году он отметил, что «с имения г. Галич при сельце Терново, Жадово тож, ежегодно получается дохода 4450 рублей”.Вполне приличные деньги, но уже в следующем, 1885 году Александр Перемежко-Галич продает все свои 500 десятин жене полковника Анне Львовне Савченко. После этой сделки юный дворянин прожил недолго, сведя счеты с жизнью с помощью пули. Причины его самоубийства не ясны. Возможно, он крупно проигрался в карты. Ходили также слухи, что Александр покончил с собой в связи с делом о цареубийстве 1881 года. И. Г. Вершинин, много лет живший в Липецке и уехавший из наших мест в 1826 году, писал: «Мне приходилось не раз слышать от старых крестьян о самоубийствах среди мелкопоместных и либеральных помещиков после событий 1 марта 1881 года, имевших место в Липецком уезде… Тогда повесился Крюков, застрелился Перемежко-Галич из Тернового… отравился Н. Гарденин, владелец свеклосахарного завода и богатейшего имения в с. Боринское».
В 1886 году хозяином родового имения «по духовному завещанию от отца» стал Владимир Александрович Перемежко-Галич.Окончив в 1891 году юридический факультет Петербургского университета со степенью кандидата прав, он женился на дочери рыбинского купца-бакалейщика и переехал с ней из столицы в свое имение.
Из губернского города до бывшей Жадовки можно было доехать по железной дороге до станции Чириково, а оттуда на лошадях «в имение Терновое 10 верст». От Липецка до имения было 25 верст, от Романовского волостного правления – 15.
В 1893 году в имении, относившемуся к 1 стану Липецкого уезда, было «всего 823 дес. 1200 саж.» земли. Из них под усадьбой было 18 десятин, под пашней – 702 дес., под сенокосами – 19 дес., под пастбищем – 2 дес., лесные угодья занимали 72 дес. Из построек в усадьбе стояли деревянный, крытый железом дом, оценкой в 10000 рублей, деревянный флигель, кирпичная кухня, крытый дранью деревянный ледник, деревянный амбар, деревянная конюшня, крытая железом деревянная изба. В имении в 1893 году было 13 лошадей, 7 из них считались рабочими, 4 дойных коровы, бык и телка. Владелец оценивал свое движимое и недвижимое имущество в 100875 рублей.
На прилегающем к усадьбе участке росли липа, дуб и ясень, по ровным пашенным полям пролегали глубокие овраги, поросшие кустарником. Лес владельца был «сильно прорежен прежними рубками». Местность, где находилось имение, отличалась густонаселенностью – не далее как в 3 верстах от него располагались 6 деревень. Продукцию свою Перемежко-Галич сбывал на станции Чириково и на Боринском свеклосахарном заводе дворян Гардениных. Воду в имении брали из 2 прудов и 5 колодцев (три из них были вырыты в полях).
155 десятин обрабатывались за счет экономии. Остальную землю хозяин сдавал в долгосрочную аренду крестьянам – ежегодная арендная плата 645 десятин равнялась 5000 рублям, т. е. крестьяне платили по 7 руб. 75 коп. за десятину. По общему мнению, для здешней местности арендная плата отличалась крайней умеренностью.
C 1893 года Перемежко-Галич активно включается в земское движение. Коллежский регистратор избирается губернским и уездным гласным, членом уездной управы, в течение полутора лет исправляет должность председателя управы. В 1900 году, устав от забот земства, он возвращается к тихой помещичьей жизни, растит сад, занимается сельским хозяйством, пишет для отечественных журналов научные статьи. Если терновского помещика и избирают, то на должности, которые не требуют его непременного присутствия в уездном центре. И мы видим, что в 1903 году он – почетный мировой судья, а в 1905-м – депутат от дворян Липецкого уезда. В 1909 году Владимир Александрович вновь активизируется: «вступает в Липецкое Петровское общество распространения научных практических знаний, которое всколыхнуло интеллигентов уездного городка, дало толчок к изучению истории края».
В новом веке помещик продал большую часть своей земли местным крестьянам. Но они, страдая от перенаселенности и нехватки земельных, лесных и сенокосных угодий, стали посматривать на барcкую усадьбу с явным неудовольствием. Бывших крепостных теперь не устраивало то, что Перемежко-Галич по соседству с их куцыми наделами все еще владел большим куском земли. И началось… Единичные случаи выпаса животных в барских угодьях, воровства яблок и картофеля постепенно превратились в постоянную практику. Терновские крестьяне на глазах обретали пугающую дерзость. Хозяину ничего не оставалось, как жаловаться властям. 24 августа 1917 года он писал липецкому уездному правительственному комиссару: «На заявление мое от 8 С. / м. 18 c. / м. являлась в деревню Терновое, Романовской волости милиция. Применена была давно испытанная, но всегда дающая нулевой результат, система увещевания и уговаривания. Так же и на этот раз примененная система, верная себе, дала опять нулевой результат.
Все осталось по-старому. Уговариваемые, не отрицая своих действий, продолжают ежедневно пасти всех лошадей деревни на жнивьях и лугах имения Терновое, также среди дня с камнями в руках производят набеги на посадки картофеля в усадьбе, каковой уносится мешками, но прибавились еще пра¬вильные стратегические в несколько колонн набеги на фруктовый сад, это уже по ночам.
Атаки были с 22 на 23 с./м. и с 23 на 24-е. Последняя окончилась поранением камнем головы… сада гражданина Долженкова Гавриила.
Пора же признать, что наша милиция аналогична швейцарской гвардии Римского Папы и что для водворения и поддержания порядка мало и не до-статочно быть социалистом, надо быть специалистом этого дела. А вместе с тем вооруженной силой, обыск в деревне Терновое и привлечением хранящих в погребах яблок антоновки по 169 ст… с применением меры уклонения от суда в виде немедленного ареста при тюрьме сразу прекратили бы ночные по всем правилам стратегии облавы на яблоки антоновку.
Проповеди помощника комиссара Орлова и помощника (начальника) ми¬лиции Приклонского дают все больше и больше пышные плоды. Владимир Алекс. Перемежко Галич».
Летом того же года (30 июня) помощник комиссара Орлов ездил в Терновое и, опасаясь, что запасы вина могут прибрать к рукам местные крестьяне, реквизировал их у хозяина имения для дальнейшего хранения при Комиссариате. Владимиру Александровичу предложили вывезти вино в более безопасное место, либо продать в качестве лекарства в липецкие аптеки. Ответа от дворянина нее последовало, и 5 августа власти решили «вино в количестве 74 бутылок уничтожить». Но решение это осталось на бумаге. 12 августа Владимир Александрович согласился сдать весь запас вина в аптеку. Липецкий уездный правительственный комиссар В. И. Ларин, «пригласив помощника управляющего липецкой земской аптекой Вячеслава Константиновича Корзон, помощника липецкого акцизного надзирателя Николая Егоровича Соломина, членов спасения революции, присяжного поверенного А. Г. Штейбера и помощника начальника липецкой уездной милиции Д. П. Орлова», произвел осмотр вина. 33 бутылки «с жидкостью сомнительного содержания» были уничтожены, остальные 39 бутылок «с тихим виноградным вином» были отправлены в земскую аптеку «по 5 р. за бутыль».
Позднее В. И. Ларин писал губернскому комиссару: «3 сего сентября прибыв на станцию Грязи Ю. В. ж. д. мне комендант станции заявил о том, что им задержаны четыре сундука с винами, которые провозил управляющий имением князя Вяземского. Управляющий скрылся. Документов нет.
Уже один из ящиков пробит и все в нем содержимое расхищено, есть опасение, что вина разграбят… Зная, что в городе Липецке не раз раздавались негодующие упреки со стороны врачей на неимение вина для больных, я взял это вино и доставил в липецкую земскую аптеку. Кроме того, у меня хранилось вино местного землевладельца Перемежко-Галич, отобранное помощником комиссара Орловым…
Не имея права выдать это вино владельцу для употребления и в виду опасности хранения и избежания всевозможных покушений, мною была назначена комиссия для определения пригодности этих вин больным и передачи их в земскую аптеку».
В сундуках из имения князя Бориса Леонидовича Вяземского, последнего владельца образцовой усадьбы «Лотарево», зверски убитого несколькими днями ранее на той же станции проезжавшими солдатами, оказалось 144 бутылки вина «разлива 1884 года». Все это вино также пошло для лечения больных в земскую аптеку.
После Октябрьской революции усадьба Перемежко-Галича была взята под охрану. 4 декабря 1917 года комиссия по учету имений в Романовской волости прибыла в усадьбу, и в присутствии живших в ней двух родственниц Владимира Александровича, а также приглашенных старост Частой Дубравы и Тернового, произвела опись построек и всего инвентаря. Документы на имение и страховые полисы на постройки были у владельца, который жительствовал в Липецке, поэтому комиссия опросила всех присутствующих. Выяснилось, что у Перемежко-Галича было приблизительно 829 десятин земли. Из них 402 десятины он продал крестьянам сельца Терновое, 313 десятин – крестьянам села Частая Дубрава. Таким образом, в распоряжении владельца оставалось 113 десятин: под усадьбой было около 22 десятин, под садами – 12 дес., под лесом – 10 дес., под лугом – 3 дес., под пашней в полях – 66 дес.
В итоге члены комиссии постановили: «Оставить в пользовании владельца Перемежко-Галич усадьбы 22 десят., сада 12 десят., луга 3 дес. и из пахотной земли 3 десят., а всего 40 десятин, что вполне достаточно для содержания владельца со служащими и скотом, а остальную землю в количестве 73 десятин определить в аренду более нуждающемуся населению окрестных сел Частой Дубравы и Тернового».
Затем комиссионеры – В. Волокитин, В. Кузнецов, А. Котельников, П. Аксенов, И. Лелеков – попросили сельских старост Гаврилу Дмитриевича Воронова и Федора Макаровича Ратнова собрать сходы и объяснить населению, что имение Перемежко-Галича принято на учет и взято под охрану «и что сами жители должны по возможности следить за целостью имения».
Из описи следует, что в имении в то время стояли: крытые железом деревянный дом, кирпичная поварская, кирпичная людская, деревянный сарай, деревянная конюшня, кирпичный каретный сарай, 2 кирпичных амбара, деревянная контора, кирпичная «моторка», кирпичная рига с амбаром и «моторкой», кирпичная теплица без верха и крытые соломой кирпичная кладовая, деревянный коровник, два погребка и плетневый сарай. В хозяйстве числились 2 кобылы и мерин, 3 дойных коровы, 4 телки, 3 свиньи. В амбарах хранилось 120 пудов ржи, 15 пудов пшеницы, 10 пудов пшена, 8 пудов проса и 80 пудов овса.
Инвентарь имения: 3 сеялки, 2 бороны, жатка, локомобиль, 2 молотилки, 4 лущилки, бороздник для картофеля, свеклорезка, 2 травоподрезателя, пресс для сена, 2 телеги. C барским хозяйством управлялись работник, 2 работницы и 2 военнопленых.
И хотя усадьбу Перемежко-Галича власти приняли на учет и взяли под охрану, тем не менее, 15 февраля 1918 года она сгорела.
Документ Земельного Отдела Исполнительного Комитета Липецкого уездного Совета. Подлинник. ГАЛО.
Романовский волостной совет констатировал: «Пожар произошел, предполагается, от поджога, но кем это было произведено, однако не обнаружено». Сгорело все: «постройки, двор и др. службы». 30 мая 1918 года председатель волсовета писал в Комиссариат земледелия при Липецком Совете рабочих и крестьянских депутатов: «В настоящее время при этом имении никакого имущества не осталось, кроме как сада и полевой земли». Через 7 лет на месте процветающей прежде экономии при сельце Терновом можно было увидеть только остатки риги, поварской, амбара и стен каретного сарая, «10 пог. саж. каждая».
Владимир Александрович после пожара с супругой Александрой Алексеевной и единственной дочерью Лидией переехал в Липецк. В 1923 году Лидия Владимировна вышла замуж за липецкого торговца Федора Семеновича Сафонова, но уже через 4 года брак между потомственной дворянкой и купеческим сыном распался. В январе 1925 года бывшего помещика, проживавшего в городе Липецке по адресу: ул. Зегеля, 28, арестовали. Перемежко-Галича обвинили в том, что он имел связь с заграницей и регулярно получал «из Швейцарии антисоветскую газету «Руль», издававшуюся на русском языке, каковую он передает читать другим лицам, как зав. Липецким музеем Трунову, доктору Войнар Иосифу Иосифовичу».
Спустя 3 месяца Особое совещание при коллегии ОГПУ постановило лишить Перемежко-Галича права проживания «в Москве, Ленинграде, Харькове, Киеве, Одессе, Ростове-на-Дону, означенных губ., Тамбовской губ. сроком на 3 года. Потомственный дворянин, здоровье которого за время следствия значительно ухудшилось, оставляет Липецк и перебирается на жительство в Елец. Как сложились дальнейшие судьбы Владимира Александровича, его жены и дочери неизвестно.

## Название
Название — по зарослям терна.

## Население
| 2010 | 2012 |
| ---- | ---- |
| 101  | ↗137 |